# Atco (Nueva Jersey)
Atco es un lugar designado por el censo ubicado en el condado de Camden en el estado estadounidense de Nueva Jersey. En el Censo de 2020 tenía una población de 9058 habitantes y una densidad poblacional de 357,74 habitantes por km². Fue incluido como CDP en el censo de 2020.

## Geografía
Atco se encuentra ubicado en las coordenadas 39°46′11″N 74°53′15″O / 39.76972, -74.88750. Según la Oficina del Censo de los Estados Unidos,  tiene una superficie total de 25,32 km², de la cual 25,09  km² corresponden a tierra firme y 0,23 km² a agua.